# Molophilus (Molophilus) dilatus
Molophilus (Molophilus) dilatus is een tweevleugelige uit de familie steltmuggen (Limoniidae). De soort komt voor in het Neotropisch gebied.